# Encarnació Braut
Encarnació Braut   (Ripollet, 1913 - 2001) fou una pintora catalana.
Va aprendre l'ofici sota les ordres de Vila Cinca. Entre els anys quaranta i setanta del segle xx va donar classes a l'escola privada de Ripollet que va obrir amb el seu marit. La seva primera exposició fou el 1974, a la Sala Vayreda de Barcelona. Va casar-se amb l'escultor Josep Maria Brull i Pagès.
Les seves pintures són principalment paisatges lluminosos, sobretot de caràcter mediterrani, amb especial menció als detalls arquitectònics, carrers, cases, racons.